# Circonscription d'Ada
 (avril 2025).
Si vous disposez d'ouvrages ou d'articles de référence ou si vous connaissez des sites web de qualité traitant du thème abordé ici, merci de compléter l'article en donnant les références utiles à sa vérifiabilité et en les liant à la section « Notes et références ».
Ada est l'une des circonscriptions représentées au Parlement du Ghana. Il élit un député au scrutin uninominal majoritaire à un tour. La circonscription d'Ada est située dans le district de Dangme Est de la région du Grand Accra au Ghana.

## Frontières
Le siège est entièrement situé dans la zone métropolitaine d'Accra de la région du Grand Accra au Ghana.

## Membres du Parlement
| Élection | Membre                        | Faire la fête                    | Mandat      |
| -------- | ----------------------------- | -------------------------------- | ----------- |
| 1954     | Charles Ofoe Cudeto Amattey   | Parti populaire de la Convention | 1954 – 1956 |
| 1956     | Andrews Kwabla Puplampu       | Parti populaire de la Convention | 1956 – 1966 |
| 1969     | Emmanuel Kabutey Narter-Olaga | Alliance nationale des libéraux  | 1969 – 1972 |
| 1979     | Eunice Ametor-Williams        | Parti national populaire         | 1979 – 1981 |
| 1992     | Amos Lawerh Buertey           | Congrès national démocratique    | 1992 – 2004 |
| 2004     | Alex Narh Tettey-Enyo         | Congrès national démocratique    | 2004 – 2012 |
| 2008     | Confort Doyoe Cudjoe-Ghansah  | Congrès national démocratique    | 2012 – 2020 |

## Élections
| Parti         | Parti                        | Candidat              | Voix   | %    | ±    |
| ------------- | ---------------------------- | --------------------- | ------ | ---- | ---- |
|               | National Democratic Congress | Alex Narh Tettey-Enyo | 16,538 | 79,5 | 4.0  |
|               | New Patriotic Party          | Kofi Plahar           | 3,843  | 18,5 | -0.5 |
|               | Convention People's Party    | Gordon Chiatey Amenya | 409    | 2,0  | -3.5 |
| Majorité      | Majorité                     | Majorité              | 12,695 | 61,0 | 4.5  |
| Participation | Participation                | Participation         |        |      | —    |

| Parti         | Parti                        | Candidat               | Voix   | %    | ± |
| ------------- | ---------------------------- | ---------------------- | ------ | ---- | - |
|               | National Democratic Congress | Alex Narh Tettey-Enyo  | 15,039 | 75,5 | — |
|               | New Patriotic Party          | Kabutey Caesar         | 3,787  | 19,0 | — |
|               | Convention People's Party    | Richard Ofotsu Apronti | 1,092  | 5,5  | — |
| Majorité      | Majorité                     | Majorité               | 11,252 | 56,5 | — |
| Participation | Participation                | Participation          |        |      | — |